# Acuerdo fronterizo sino-soviético de 1991
El acuerdo fronterizo sino-soviético de 1991 fue un tratado entre la República Popular China y la Unión Soviética que estableció un trabajo de demarcación para resolver la mayoría de las disputas fronterizas entre los dos estados. Inicialmente firmado por China y la Unión Soviética, los términos del acuerdo fueron reanudados por Rusia después de la ruptura de la Unión Soviética. El tratado dio lugar a algunos pequeños cambios territoriales a lo largo de la frontera.

## Antecedentes
La frontera entre la Unión Soviética y la República Popular China ha sido durante mucho tiempo un tema de discordia. 
La frontera sino-soviética fue un legado de varios tratados entre la dinastía Qing y el Imperio ruso, el Tratado de Aigun y la Convención de Pekín, en el que Rusia ganó más de un millón de km² de territorio en Manchuria a expensas de China, y otros quinientos mil km² en las regiones occidentales de varios otros tratados. Estos tratados han sido durante mucho tiempo considerados por los chinos como tratados desiguales, y la cuestión se planteó parcialmente de nuevo con la división sino-soviética, con tensiones que finalmente condujeron a enfrentamientos militares a escala divisional a lo largo de la frontera en 1969.
Aun cuando las tensiones disminuyeron y los líderes de ambos lados adoptaron actitudes más conciliatorias, la cuestión fronteriza seguía sin resolverse. A pesar de su visión de los anteriores tratados fronterizos como desiguales, los líderes chinos estaban dispuestos a negociar sobre la base de los límites modernos. Eso dejó alrededor de 35.000 km² de territorio en disputa, con unos 28.000 km² en la cordillera del Pamir de Tayikistán, 6000 km² en otras partes a lo largo de la frontera occidental y unos 1000 km² a lo largo de los ríos Argun, Amur y Ussuri en la frontera oriental. 
Las negociaciones fronterizas se reanudaron en 1987 con la iniciación de Mijaíl Gorbachov. Se llegó a un acuerdo sobre la parte oriental de la frontera el 16 de mayo de 1991, varios meses antes de la disolución final de la Unión Soviética. 
Rusia heredó la mayor parte de la antigua frontera sino-soviética y ratificó el acuerdo en febrero de 1992, mientras que las demás repúblicas postsoviéticas negociaron acuerdos fronterizos por separado.

## Acuerdo
El acuerdo finalizó en gran medida la frontera de 4.200 km entre la Unión Soviética y la República Popular China, con excepción de algunas áreas disputadas. El acuerdo establece las intenciones de ambas partes en la resolución y demarcación pacífica de la frontera en disputa, identifica los diversos puntos de discordia e identifica la frontera como que atraviesa el centro del canal principal de cualquier río, basado en el principio de vaguada. La ubicación del canal principal y la posesión de las diversas islas se decidirían en el curso de los trabajos de demarcación. Otros artículos estipulan derechos militares, de uso y de tráfico a lo largo de las fronteras del río. Dos áreas, las islas Bolshoy Ussuriysky y Abagaitu, fueron excluidas del acuerdo, y su estado no se resolvió hasta 2004. Según las estimaciones de Boris Tkachenko, un historiador ruso, el tratado dio lugar a una ganancia territorial neta para China, que recibió cerca de 720 km², incluyendo unas 700 islas.
Debido a que las islas de los ríos Argun, Amur y Ussuri a menudo dividían los ríos en múltiples arroyos, la ubicación de la corriente principal (y por lo tanto la frontera) no era a menudo evidente de inmediato. Obviamente, cada país recibiría un mayor número de islas si el canal principal reconocido estuviera más cerca de la orilla opuesta. Así, el trabajo de demarcación era a menudo polémico y sujeto a las protestas locales sobre territorios disputados. El trabajo de demarcación continuó prácticamente hasta su fecha límite en 1997.

## Territorios en disputa y su resolución
Los territorios fronterizos que fueron disputados fueron, de oeste a este:

### Frontera occidental
Después de la disolución de la Unión Soviética, la antigua frontera sino-soviética era ahora compartida por Tayikistán, Kirguistán, Kazajistán y Rusia. Mientras que la mayoría de los territorios en disputa se encontraban en el oeste, la Federación de Rusia heredó solo unos 50 km de la antigua frontera sino-soviética occidental. China negoció acuerdos fronterizos separados con cada una de las repúblicas postsoviéticas en sus fronteras occidentales.[¿cuándo?] 
(Véase, por ejemplo, la frontera entre China y Kazajistán).

### Río Argun

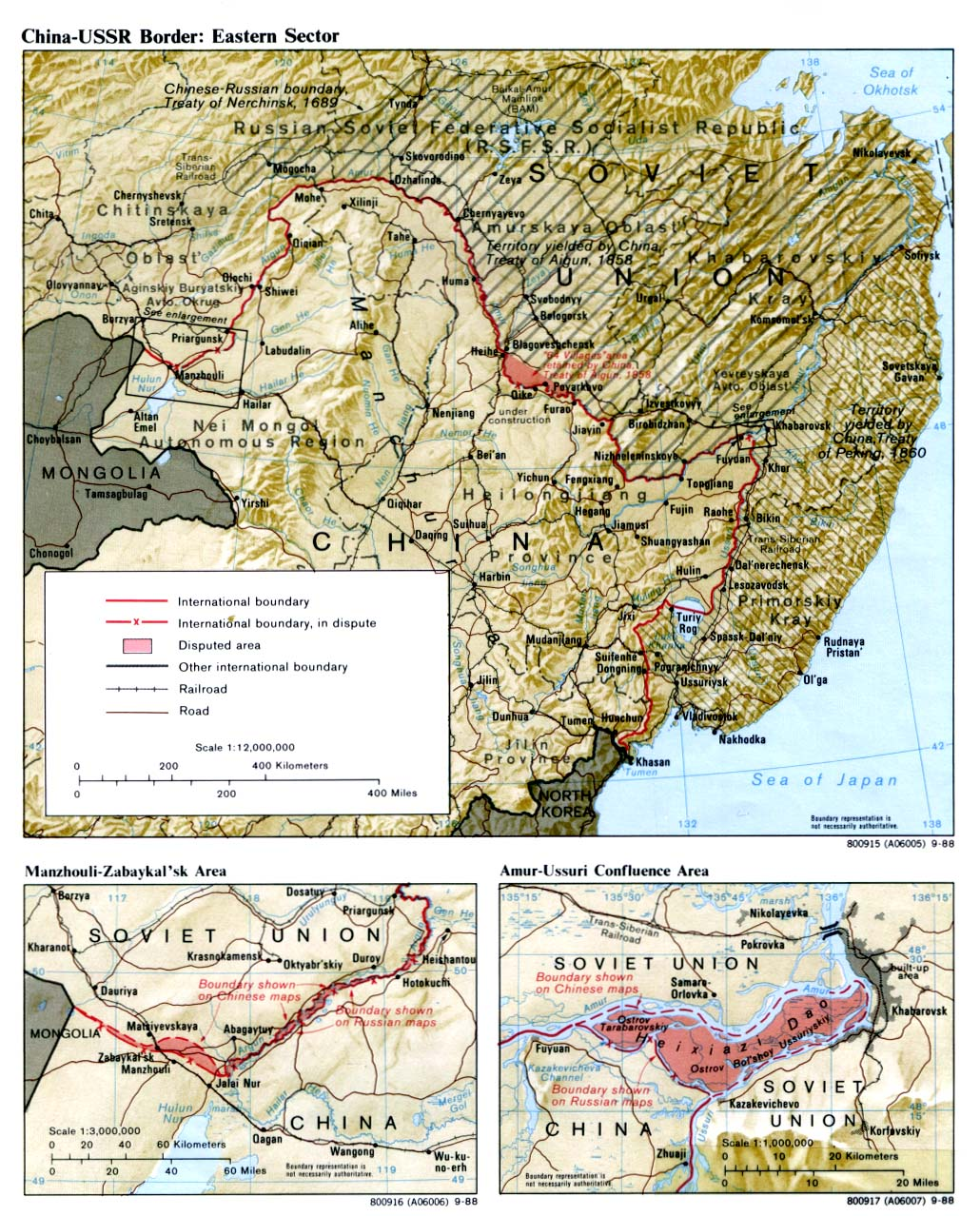
Algunas de las zonas en disputa en los ríos Argun y Amur.

Menkeseli era una región de 17,5 km² a lo largo del río Argun que según el acuerdo debió haber sido transferida a China. Sin embargo, esto fue contrarrestado por los civiles rusos locales, que utilizaron esta área para la pesca. La disputa fue finalmente zanjada en 1996, en la que la región sería transferida a China, pero a los residentes locales rusos se les garantizaría derechos de uso especiales para la región.
Se disputaron 413 islas e islotes a lo largo del río. 
El reparto final tiene 204 islas en territorio soviético y 209 islas en territorio chino.
Se excluyó específicamente del acuerdo el estatus de 5 km² de la isleta de Abagaitu, en la frontera entre la Mongolia Interior de China y el óblast de Chitá de Rusia, cerca de las ciudades de Zabaikalsk y Manzhouli. En chino se conoce por el nombre mongol de Abaigaitui, mientras que el nombre en ruso es Bolshoy. Esta isla sería transferida a China en acuerdos posteriores en 2004.

### Río Amur
Las islas del río Amur estuvieron sujetas a algunos enfrentamientos fronterizos entre fuerzas soviéticas y japonesas durante el período Manchukuo. Después de la invasión de Manchukuo durante la Segunda Guerra Mundial, la Unión Soviética ocupó unilateralmente muchas de las islas a lo largo del río Amur y evitó a los locales chinos entrar. Estas islas fueron el escenario de varias escaramuzas militares durante los años sesenta. La mayoría de las islas en disputa han sido transferidas a China. De las 1680 islas a lo largo del Amur, el acuerdo ahora reconoce 902 islas chinas y 708 islas rusas.
Las dos islas de Bolshói Ussuriyski (32 km²) y Tarabárov (4 km²) cerca de Jabárovsk, a lo largo de la unión de los ríos Amur y Ussuri fueron específicamente excluidas del acuerdo. Las dos islas se refieren colectivamente en chino como Heixiazi, aunque la pequeña Tarabárov se llama a veces Yinlong. El estatus de estas islas se resolvió en 2004, cuando Tarabárov y aproximadamente el 50% de Bolshói Ussuriyski fueron trasladadas a China.

### Río Ussuri
De casi 150 grupos de islas en el río Ussuri, casi cuarenta estaban disputadas. Muchas de estas islas fueron el escenario de numerosas escaramuzas y enfrentamientos antes y durante el conflicto fronterizo entre China y la Unión Soviética. De las 320 islas a lo largo de este río, el acuerdo reconoce 167 islas rusas y 153 islas chinas.
Kutsuzov es la isla más grande a lo largo de Ussuri. Bajo la anterior posesión china era conocida como Daxitong dao. El control fue transferido a la Unión Soviética durante el período Manchukuo. Según los términos del acuerdo, la isla permanecía en posesión de Rusia.
Damanski, o la isla de Zhenbao a lo largo del río de Ussuri, era el sitio del incidente de la isla de Damanski en 1969. Después del conflicto, los chinos parecen haber conservado el control de facto sobre la isla. El acuerdo reconoció tanto el control de iure como el de facto de China.

### Lago Janka
Alrededor de 3 km² de territorio en el lago Janka cerca de la aldea de Tury Rog fue transferido al control chino.
Al oeste del lago Janka se encuentra una sección de territorio unilateralmente incautada de Manchukuo por la Unión Soviética en 1933. Este territorio, de unos 0,70 a 0,9 km², ha sido transferido al control chino.

### Río Suifen
La formación de un delta en el cruce de los ríos Suifen y Granitnaya es también la ubicación de la frontera. En 1903, el Imperio ruso adquirió el control del delta. El delta fue dado más adelante a Manchukuo, que fue restaurado entonces a China, pero la Unión Soviética conservó el control de las islas a lo largo del río. 
Estas islas han sido transferidas a China.

### Río Granitnaya
Esta disputa incluye una sección de la antigua frontera terrestre cerca del río Granítnaya, que limita con parte de la provincia de Heilongjiang y el distrito de Ussuriiski (ahora distrito urbano de Ussuriisk) del krai de Primorie. La Convención original de Pekín (Beijing) indica que esta sección de la frontera se encuentra a lo largo del Granítnaya, pero el origen del río de facto se encuentra dentro del territorio ruso. Con el acuerdo de 1991, Rusia transfirió 9 km² a China de modo que ahora la frontera sino-rusa corre a lo largo de la longitud entera del río.

### Río Tumen
El distrito Jasanski se encuentra cerca de la frontera sino-norcoreana y la frontera sino-rusa e incluye dos regiones disputadas a lo largo del río Tumen. Según el acuerdo, 3 km² de territorio serían transferidos a China, y los barcos chinos obtendrán el derecho de navegar el río Tumen. 
La transferencia del territorio conectaría una pieza previamente enclavada del territorio chino al resto de China (Fangchuan). Esta parte del acuerdo provocó cierta controversia entre algunos funcionarios rusos del krai de Primorie, ya que consideraron que el acceso directo de China al mar de Japón (a través del río Tumen) disminuiría la importancia económica de Vladivostok y Najodka. Otros argumentos protestaron contra la posible contaminación del desarrollo económico chino, la posibilidad de que buques militares chinos naveguen por el río y la presencia de un cementerio ruso conmemorativo del incidente del lago Jasán en la zona. Finalmente, en junio de 1997, la parte rusa propuso una resolución que dividiría el territorio en disputa por la mitad. Esto fue aceptado por China en septiembre del mismo año, y en noviembre, cuando se declaró terminado el trabajo de demarcación fronteriza, 1,6 km² fueron transferidos a China, y 1,4 km² fueron retenidos por Rusia. El cementerio del lago Jasán permaneció en el lado ruso, y los funcionarios chinos se sometieron a acuerdos informales para no construir un puerto a lo largo del río Tumen.

### Frontera sino-ruso-norcoreana
La ubicación exacta de la frontera sino-rusa a lo largo del margen izquierdo del río Tumen era un área de contención (la totalidad de la orilla derecha del río que pertenecía a Corea del Norte). La Convención de Pekín (Beijing) estableció la ubicación de la frontera a 24 km por encima de la desembocadura del río, donde entra en el mar de Japón, pero a través de la negociación china se trasladó más tarde a unos 15 o 16 km por encima de la desembocadura. 
En 1964, ambas partes acordaron una frontera a unos 17 km por encima de la desembocadura, y estos términos se mantuvieron en el acuerdo de 1991. 
Sin embargo, la parte rusa prefirió que se fijara en 24 km, y los chinos a 15 km. La posición final fue fijada en 18,3 kilómetros sobre la desembocadura del río.
La posición final de la frontera triangular, donde se reúnen la República Popular China, Rusia y Corea del Norte, se estableció con éxito en 1998 tras negociaciones trilaterales de los tres países y entró en vigencia en 1999.

## Relación con el reclamo de Taiwán continental
La República de China, ahora con sede en Taiwán, no reconoce ningún cambio territorial chino basado en ningún acuerdo fronterizo firmado por la República Popular China con ningún otro país, incluido este de 1991, debido a los requisitos de la Constitución de la República de China y sus artículos adicionales. Tampoco Rusia reconoce a Taiwán como un país independiente.[cita requerida]